# Oberfeldapotheker
Der Oberfeldapotheker ist einer der Dienstgrade der Bundeswehr. Oberfeldapotheker sind Sanitätsoffiziere, staatlich geprüfte Lebensmittelchemiker und approbierte Apotheker. Der Dienstgrad wird durch den Bundespräsidenten mit der Anordnung des Bundespräsidenten über die Dienstgradbezeichnungen und die Uniform der Soldaten auf Grundlage des Soldatengesetzes festgesetzt.

## Dienststellungen
Viele Oberfeldapotheker sind vorrangig mit der Logistikplanung für das Sanitätsmaterial befasst. Oberfeldapotheker leiten daher auch meist die Versorgungs- und Instandsetzungszentren Sanitätsmaterial. In den Bundeswehrkrankenhäusern leiten sie die Krankenhausapotheken. In der Sanitätsakademie und angegliederten Instituten wie dem Institut für Mikrobiologie der Bundeswehr, dem Institut für Pharmakologie und Toxikologie oder in einem der Zentralen Institute des Sanitätsdienstes erfolgt der Einsatz auf den Gebieten Pharmazie und Lebensmittelchemie. In den Überwachungsstellen für öffentlich-rechtliche Aufgaben beschäftigen sie sich unter anderem mit der Lebensmittelüberwachung, Arzneimittelüberwachung und Hygiene im Bereich der Bundeswehrliegenschaften und in den Einsatzländern. Wie auch andere Stabsoffiziere bearbeiten sie in den Referaten und Abteilungen in Kommandobehörden, Ämtern oder im Ministerium Fachfragen im Fachgebiet Wehrpharmazie. An den Ausbildungseinrichtungen der Bundeswehr lehren Oberfeldapotheker, insbesondere Fachapotheker, teils auch als Dozenten.

## Ernennung
Für die Ernennung zum Oberfeldapotheker oder die Einstellung mit diesem Dienstgrad gelten dieselben gesetzlichen Grundlagen und Anforderungen beispielsweise hinsichtlich Mindestdienstzeit, Laufbahnzugehörigkeit und Dienstverhältnis wie bei Oberfeldärzten. Statt einer Approbation als Arzt oder Zahnarzt ist die Approbation als Apotheker und die staatliche Prüfung zum Lebensmittelchemiker Voraussetzung. Bei einer Einstellung als Oberfeldapotheker ist abweichend statt einer Zulassung als Gebiets- oder Facharzt die Qualifikation zum Fachapotheker gefordert.

## Dienstgradabzeichen

Aufschiebe-
schlaufen für Feldanzug der Heeresuniformträger

Das Dienstgradabzeichen für Oberfeldapotheker entspricht im Wesentlichen dem für Oberfeldärzte. Zur Unterscheidung der Oberfeldapotheker dient ein Laufbahnabzeichen in Form eines abgewandelten Äskulapstabes. Die Schlange windet sich im Laufbahnabzeichen für Apotheker über einer Apothekerschale in doppelter Windung (um einen nicht dargestellten bzw. gedachten Stab).

## Geschichte
Der Dienstgrad wurde mit der sechsten Anordnung des Bundespräsidenten über die Dienstgradbezeichnungen und die Uniform der Soldaten vom 5. Mai 1966 neu geschaffen.

## Sonstiges
Hinsichtlich Befehlsgewalt in truppendienstlicher und fachlicher Hinsicht im Sinne der Vorgesetztenverordnung und Wehrdisziplinarordnung, hinsichtlich äquivalenter, nach- und übergeordneter Dienstgrade im Sinne der ZDv 14/5 und hinsichtlich der Besoldung sind im Übrigen Oberfeldapotheker dem Oberfeldarzt gleichgestellt. Den Dienstgrad Oberfeldapotheker führen nur Heeres- und Luftwaffenuniformträger; der äquivalente Dienstgrad für Marineuniformträger lautet Flottillenapotheker. In der nach der Soldatenlaufbahnverordnung und ZDv 20/7 regelmäßig zu durchlaufenden Beförderungsreihenfolge ist der vorangehende Dienstgrad der Oberstabsapotheker und der nachfolgende Dienstgrad der Oberstapotheker.
| Offizierdienstgrad | |                                                                                                |
| Niedrigerer Dienstgrad | | Höherer Dienstgrad                                                                             |
| Major Korvettenkapitän Oberstabsarzt Oberstabsapotheker Oberstabsveterinär                                                      | Oberstleutnant Fregattenkapitän Oberfeldarzt Oberfeldapotheker Oberfeldveterinär Flottillenarzt Flottillenapotheker | Oberst Kapitän zur See Oberstarzt Oberstapotheker Oberstveterinär Flottenarzt Flottenapotheker |
| Dienstgradgruppe: Mannschaften – Unteroffiziere o.P. – Unteroffiziere m.P. – Leutnante – Hauptleute – Stabsoffiziere – Generale | |                                                                                                |